# Sheri Biggs

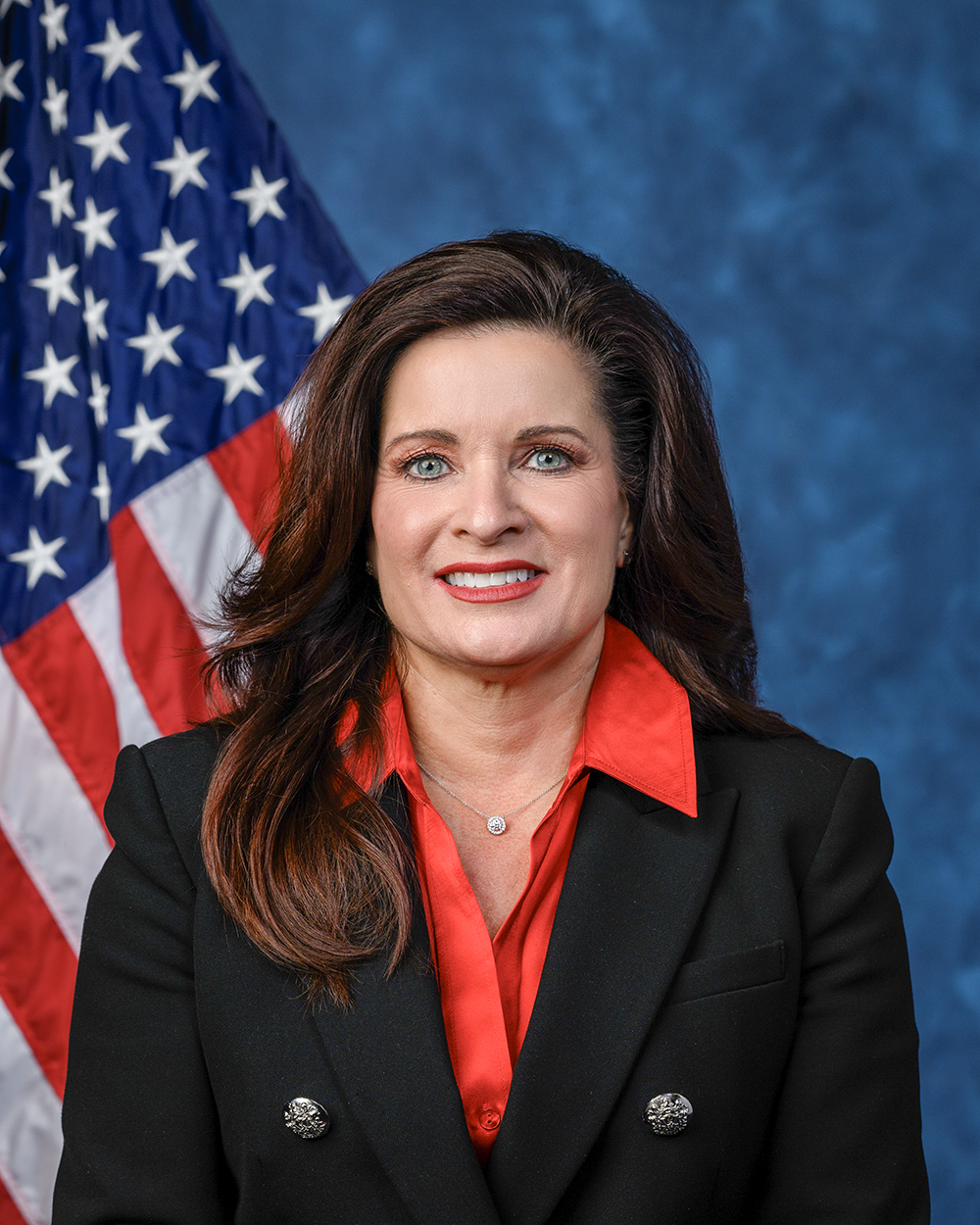
Sheri Biggs (2025)

Sheryl „Sheri“ Scott Biggs (* 28. März 1970 in Mississippi) ist eine US-amerikanische Politikerin der Republikanischen Partei aus South Carolina. Biggs vertritt seit Anfang 2025 den 3. Kongresswahlbezirk des Bundesstaates South Carolina im Repräsentantenhaus der Vereinigten Staaten.

## Leben
Nachdem Sheri Biggs in Kosciusko 1988 die High School abgeschlossen hatte, besuchte sie bis 1990 ein Community College in Goodman. Biggs erlangte einen Bachelor-Abschluss am Carolina College of Biblical Studies und einen Doktorgrad in Krankenpflege an der Samford University.
Sie ist Oberstleutnant in der Air National Guard und arbeitete als Krankenschwester. Sie bot in der Temple Baptist Church in Anderson (South Carolina) Beratungen an.
Biggs ist Baptistin und verheiratet. Sie ist Mutter eines Kindes und Stiefmutter eines weiteren Kindes.

## Politik
Anfang 2024 hatte Biggs’ Vorgänger Jeff Duncan angekündigt, dass er nicht erneut bei der Kongresswahl 2024 antreten würde, nachdem dessen Ehefrau die Scheidung eingereicht und ihm mehrere Affären vorgeworfen hatte. Sheri Biggs konnte sich für ihre Kandidatur eine Wahlempfehlung von Gouverneur Henry McMaster sichern. In der Vorwahl konnte sie mit 28,8 % zunächst nur den zweiten Platz hinter Mark Burns (33,2 %) erreichen. Es kam zur Stichwahl im 3. Kongresswahlbezirk. Sie trat dabei gegen den von Donald Trump unterstützten Pastor Burns an. Beide setzten sich für ein fast vollständiges Abtreibungsverbot und die Schließung der Grenzen ein und hatten Treue zu Trump erklärt. Biggs konnte Burns aber Falschdarstellungen in seinem Lebenslauf und das Stimmen für Barack Obama vorwerfen. Sie gewann dann die Stichwahl. Sie hatte nun 51 % erreicht. Nachdem sie in der Vorwahl gesiegt hatte, rief nun Trump zu ihrer Wahl auf. Die Hauptwahl im November 2024 gewann sie gegen den Demokraten Byron Best mit 71,8 %. Sie ist damit nach Nancy Mace die zweite republikanische Frau, die South Carolina im Repräsentantenhaus vertritt.
Am 3. Januar 2025 legte sie ihren Amtseid als Mitglied des 119. Kongresses ab.